# Communauté de communes du Sud-Est du Pays Manceau
La communauté de communes du Sud-Est du Pays manceau est une communauté de communes française, située dans le département de la Sarthe et la région Pays de la Loire. Elle est membre du syndicat mixte du Pays du Mans.

## Histoire
Lors de sa création en 1993, quatre communes sont adhérentes : Challes, Changé, Parigné-l’Évêque et Mulsanne. La commune de Brette-les-Pins les rejoint l'année suivante, puis Saint-Mars-d'Outillé en 1999. Le siège social, initialement basé à Mulsanne, est déplacé à Parigné-l’Évêque cette même année. Le 1er janvier 2004, Mulsanne quitte la communauté de communes pour être rattachée à Le Mans Métropole .
À la suite de la mise en place de la loi NOTRe qui réforme les communautés de communes de moins de 15 000 habitants, la commune du Grand-Lucé a manifesté son envie de rejoindre la communauté de communes du Sud-Est du Pays Manceau. Cette dernière a voté pour l'intégration de cette nouvelle commune, mais la préfecture rattache la commune à la communauté de communes Loir-Lucé-Bercé le 1er janvier 2017. En 2018, le tribunal administratif de Nantes permet au conseil municipal du Grand-Lucé d'effectuer la procédure pour changer d'intercommunalité. Finalement, le Grand-Lucé n'intégra pas le Sud-Est Manceau.

## Territoire communautaire

### Géographie
Située au centre  du département de la Sarthe, la communauté de communes du Sud-Est du Pays Manceau regroupe 5 communes et présente une superficie de 176,8 km2.

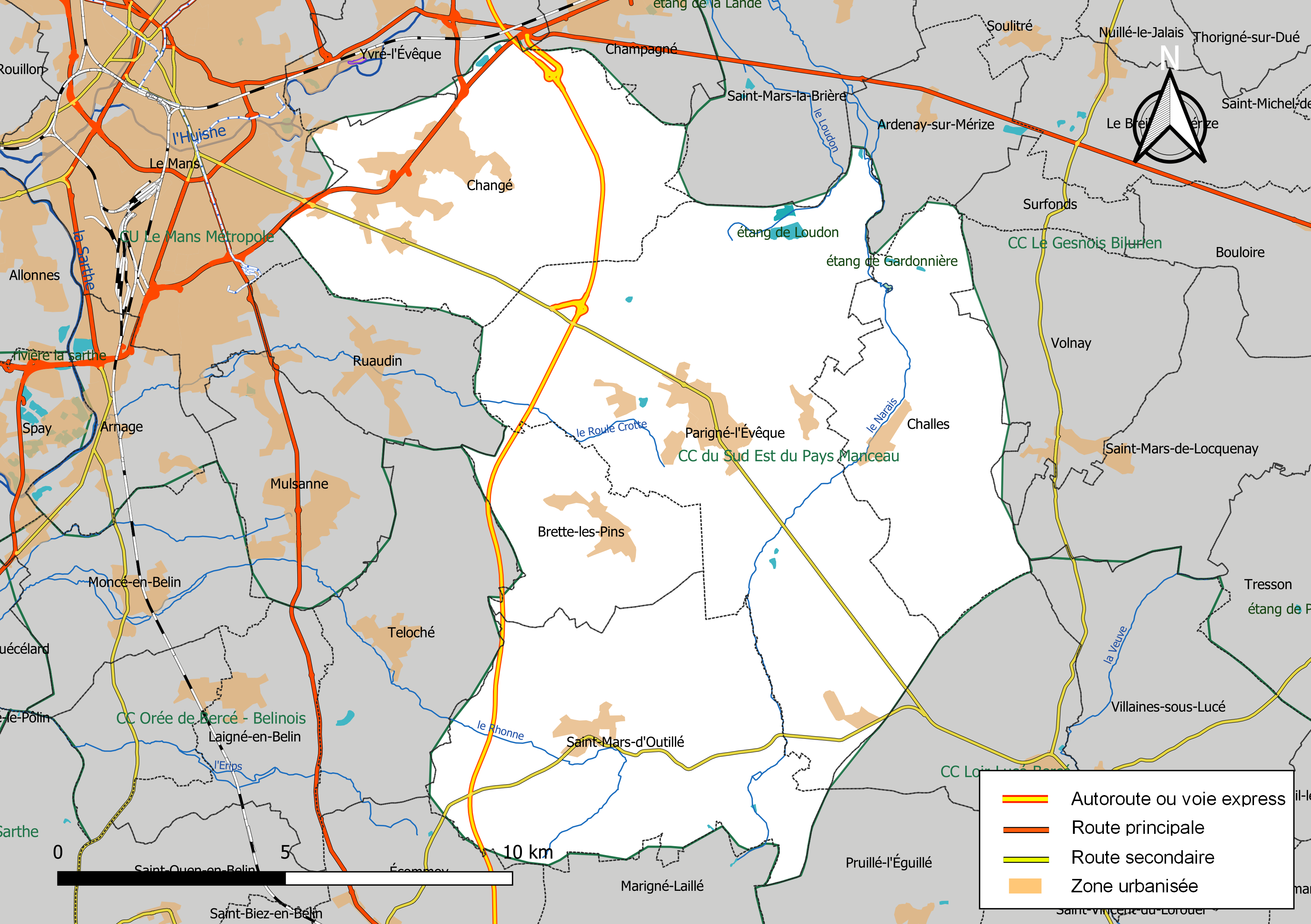
Carte de la communauté de communes du Sud-Est du Pays Manceau au 1er janvier 2019.

### Composition

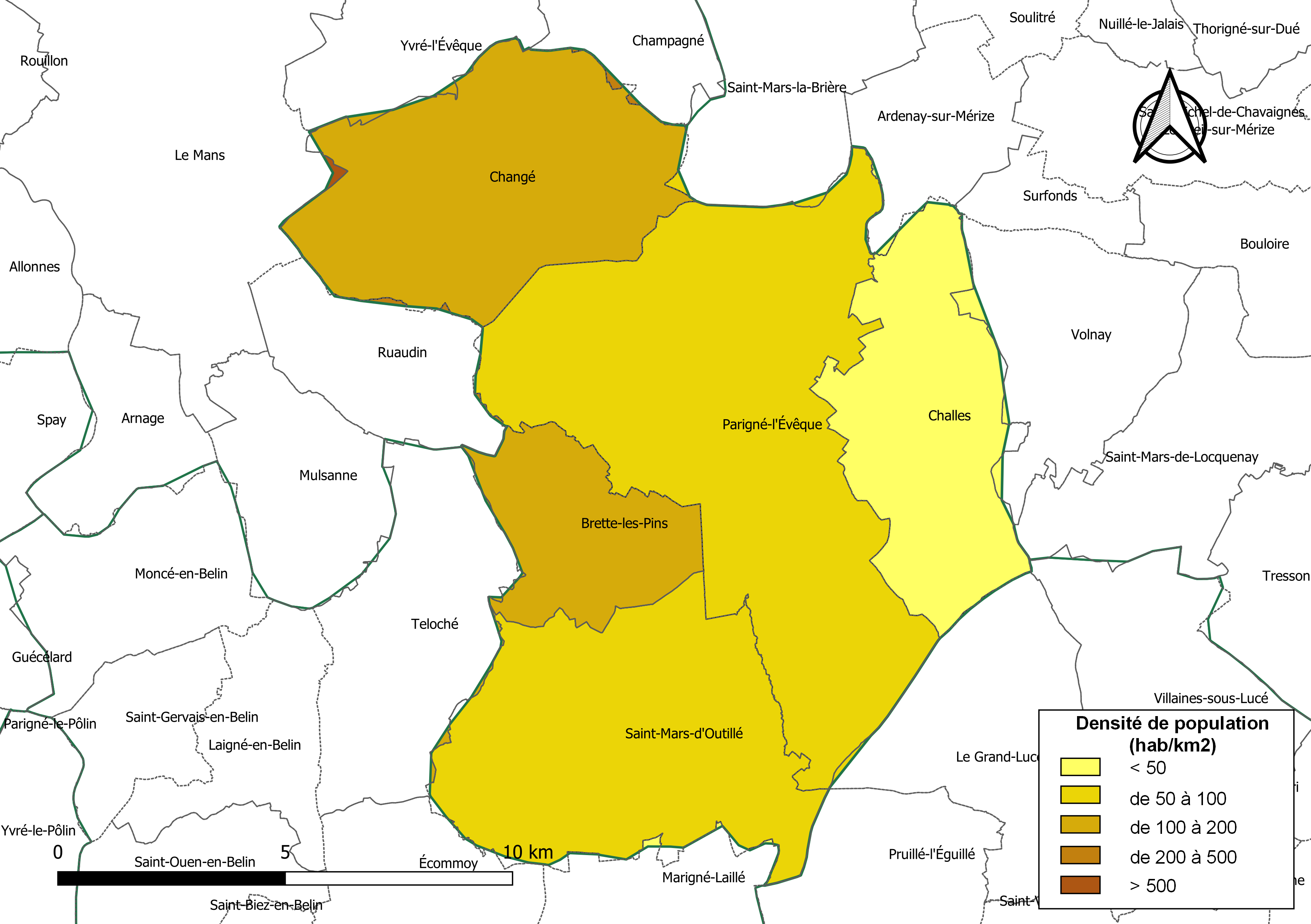
Carte des densités de population (millésimée 2016) des communes de la communauté de communes du Sud-Est du Pays Manceau. Composition en communes au 1er janvier 2019.

La communauté de communes est composée des 5 communes suivantes :

| Nom                      | Code Insee | Gentilé        | Superficie (km2) | Population (dernière pop. légale) | Densité (hab./km2) |
| ------------------------ | ---------- | -------------- | ---------------- | --------------------------------- | ------------------ |
| Parigné-l'Évêque (siège) | 72231      | Parignéens     | 63,4             | 5 367 (2022)                      | 85                 |
| Brette-les-Pins          | 72047      | Brettois       | 14,51            | 2 127 (2022)                      | 147                |
| Challes                  | 72053      | Challois       | 25,83            | 1 161 (2022)                      | 45                 |
| Changé                   | 72058      | Changéens      | 35,06            | 6 803 (2022)                      | 194                |
| Saint-Mars-d'Outillé     | 72299      | Saint-Martiens | 38,04            | 2 471 (2022)                      | 65                 |

## Compétences
Les compétences de la communauté de communes du Sud-Est du Pays manceau ont évolué au fil des années en fonction des décisions d'élus et des lois nationales. Elles ont été revues par l'arrêté préfectoral du 7 octobre 2020.

### Compétences obligatoires
- Aménagement de l'espace.
- Actions de développement économique.
- Gestion des milieux aquatiques et prévention des inondations.
- Aménagement, entretien, et gestion des aires d'accueil des gens du voyage et des terrains familiaux locatifs.
- Collecte et traitement des déchets des ménages et déchets assimilés.

### Compétences optionnelles
- Protection et mise en valeur de l'environnement et soutien aux actions de maîtrise de la demande d'énergie.
- Politique du logement et du cadre de vie.
- Création, aménagement et entretien de la voirie.
- Construction, entretien et fonctionnement d'équipements culturels et sportifs et d'équipements de l'enseignement préélémentaire et élémentaire.
- Création et gestion de maisons de services au public.

### Compétences facultatives
- Assainissement : carte d'assainissement des communes, étude d'exploitation des réseaux d'assainissement, création et gestion d'un Service public d'assainissement non collectif.
- Petite enfance, enfance, jeunesse : actions en faveur de la promotion et du développement des différents modes de garde de la petite enfance (0-3 ans), actions en faveur de l'enfance (3-11 ans) et de la jeunesse (12-18 ans) dans le cadre du temps libre..
- Enseignement musical.
- Aménagement numérique.
- Animations culturelles et sportives.
- Transports.
- Actions en faveur des personnes âgées et handicapées.
- Contractualisation.
- Actions en faveur de l'emploi et de la formation professionnelle.
- Valorisation de l'espace forestier via l'élaboration d'une charte forestière.
- Création, entretien et exploitation des infrastructures de charges nécessaires à l'usage des véhicules électriques ou hybrides rechargeables.

## Administration
| Période    | Période    | Identité        | Étiquette | Qualité                                  |
| ---------- | ---------- | --------------- | --------- | ---------------------------------------- |
| 1993       | 2001       | Joël Garreau    | PS        | Maire de Changé                          |
| 2001       | 2002       | Claude Chastel  | RPR       | Maire de Parigné-l'Évêque                |
| 2002       | avril 2014 | René Logereau   | DVD       | Adjoint au maire de Saint-Mars-d'Outillé |
| avril 2014 | juin 2020  | Martine Renaut  | DVG       | Adjointe au maire de Changé              |
| juin 2020  | En cours   | Nicolas Rouanet | UDI       | Conseiller municipal de Parigné-l'Évêque |

## Identité visuelle

Ancien logo.
Logo actuel.